# Scipione Tancredi
Scipione Tancredi (1590 circa – Montalcino, 13 aprile 1641) è stato un vescovo cattolico italiano.

## Biografia
Nato intorno al 1590 da una nobile famiglia senese, fu nominato vescovo di Sovana nel 1624, all'età di trentatré anni, e ricevette la consacrazione episcopale il 21 gennaio 1624 dal cardinale Guido Bentivoglio, co-consacranti Tommaso Ximenes, vescovo di Fiesole, e Girolamo Tantucci, vescovo di Grosseto. Erudito e studioso di storia, scrisse per Ferdinando Ughelli una lista dei vescovi sovanesi suoi predecessori. Convocò il sinodo diocesano nel 1626 ed effettuò la visita pastorale nell'anno successivo. Nel 1628 innalzò al titolo di collegiata la chiesa di San Giovanni Battista a Scansano.
Il 2 marzo 1637 fu trasferito alla diocesi di Montalcino, reggendone le sorti fino alla morte nel 1641. Fu sepolto nella basilica di San Domenico a Siena.

## Genealogia episcopale
La genealogia episcopale è:
- Arcivescovo Filippo Archinto
- Papa Pio IV
- Cardinale Giovanni Antonio Serbelloni
- Cardinale Carlo Borromeo
- Cardinale Gabriele Paleotti
- Cardinale Ludovico de Torres
- Cardinale Guido Bentivoglio
- Vescovo Scipione Tancredi